# Höhle der Margot

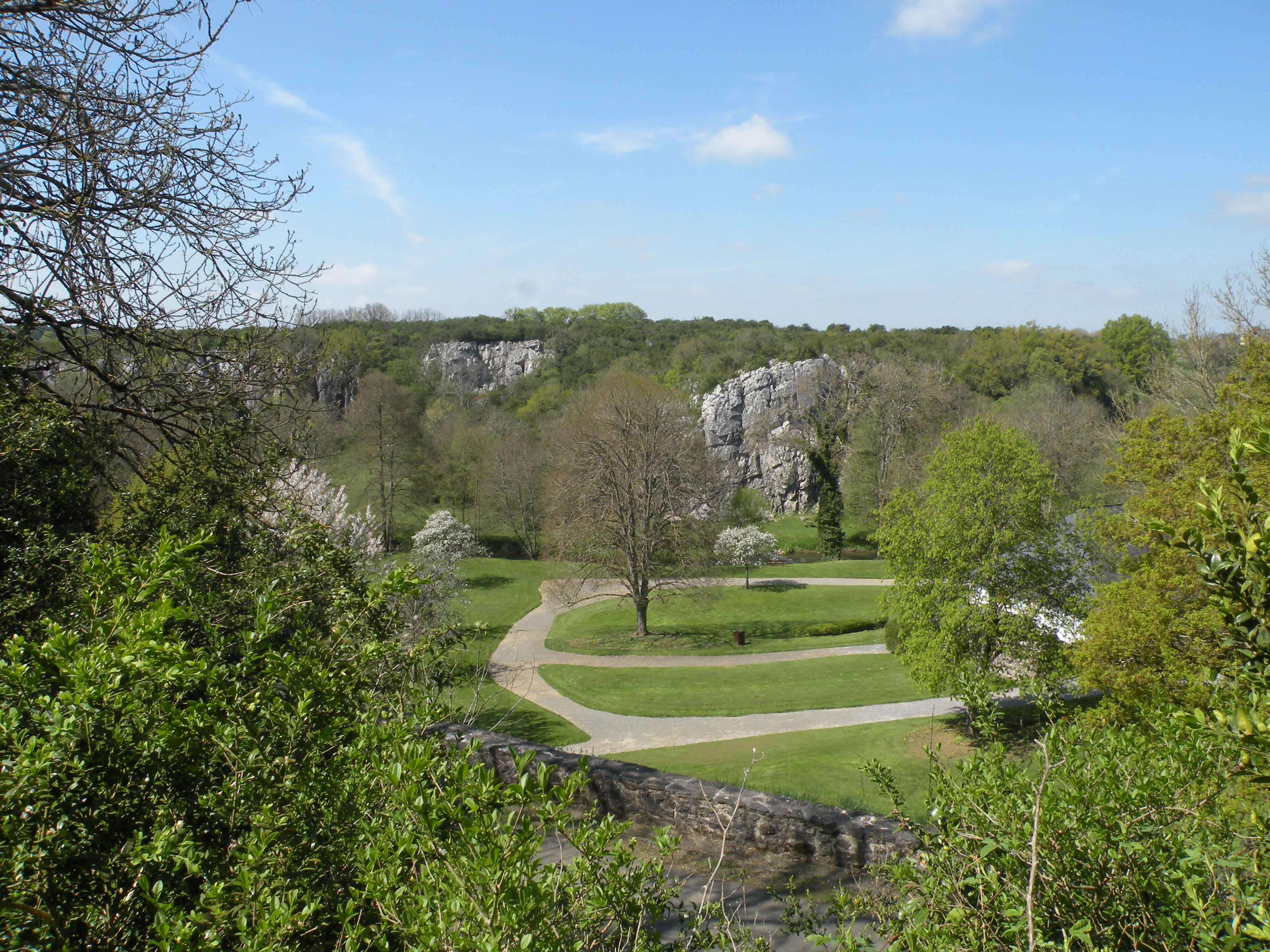
Höhlen im Tal der Erve

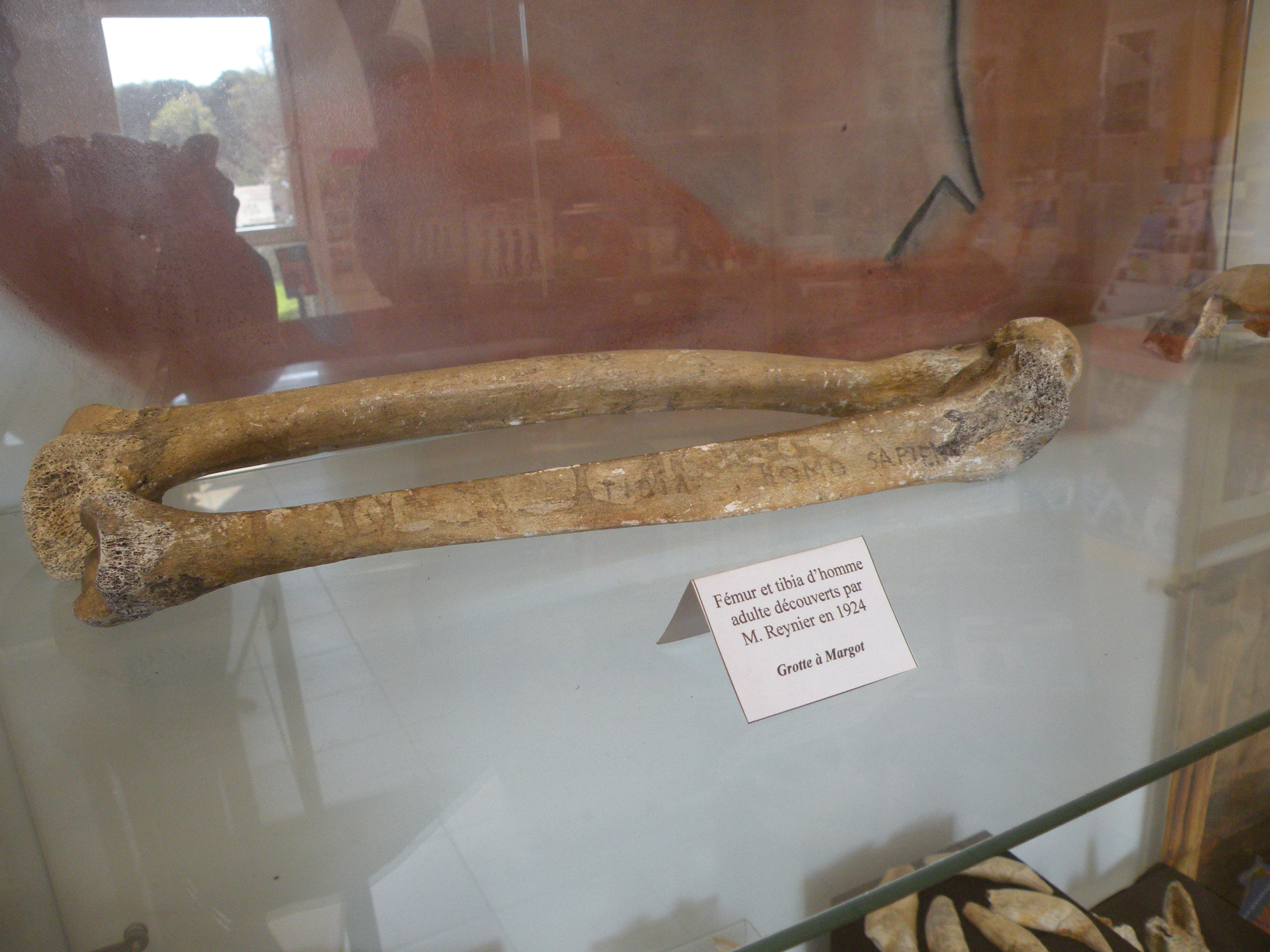
Femur aus der Höhle der Margot

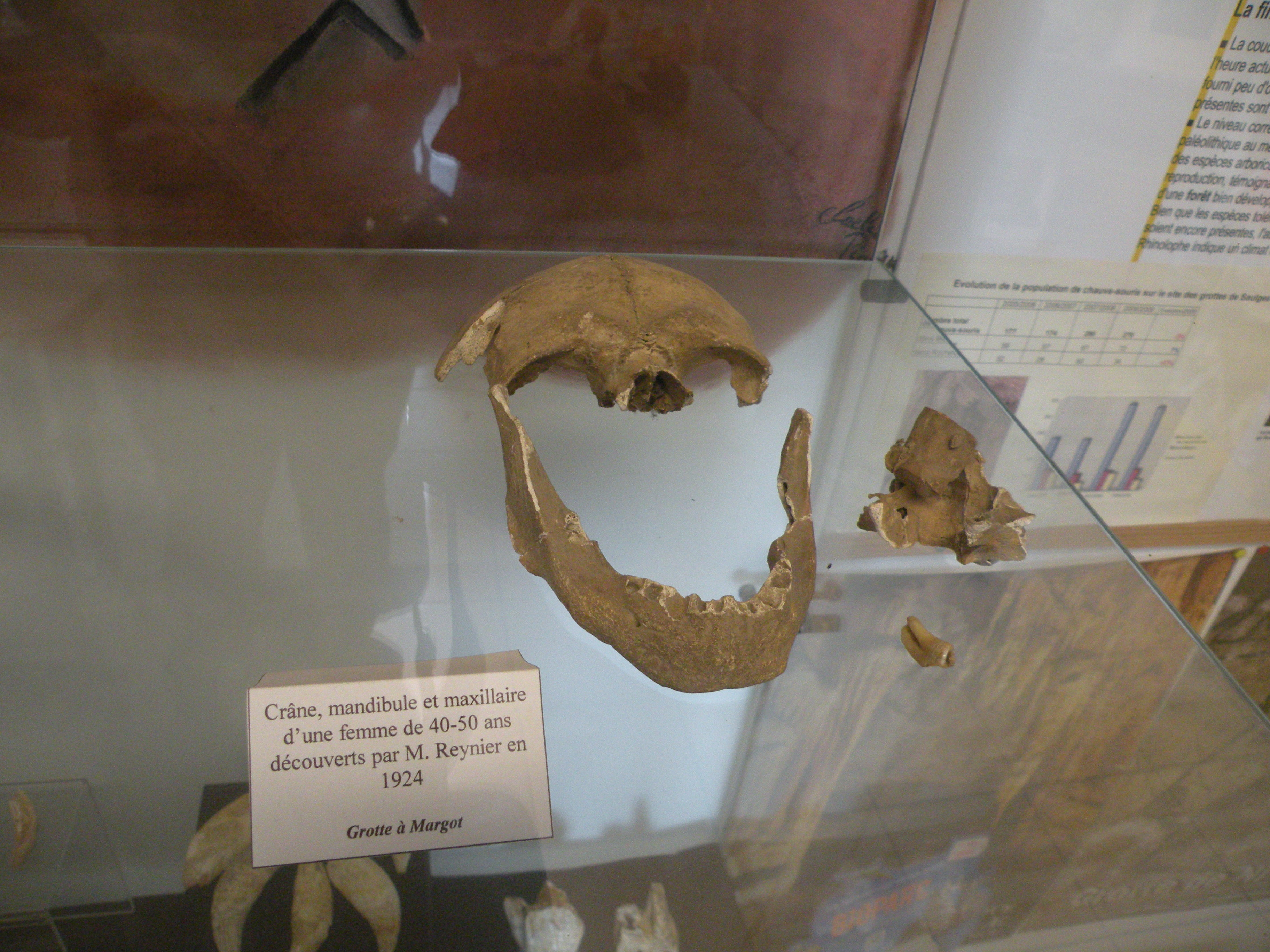
Schädel aus der Höhle der Margot

Die Höhle der Margot (französisch Grotte oder Cave à Margot) ist eine vielbesuchte, reichverzierte archäologische Stätte in einer Gruppe von Grotten (Grotte Mayenne-Sciences) im Tal der Erve in Thorigné-en-Charnie, bei Saulges im Département Mayenne in Frankreich. 

## Beschreibung
Die Höhle ist etwa 319 m lang und hat einen Höhenunterschied von 14 m. Der 0,5 m breite Eingang zur 1701 erstmals erwähnten schwer zugänglichen Höhle war lange bekannt, da die Legende von der Fee Margot bereits existierte. Es war an mehreren Stellen notwendig, zu kriechen. Laut alten Texten scheinen sich viele tragische Unfälle in der Höhle ereignet zu haben. 
Die Höhle hat unter den Ausgrabungen des 19. Jahrhunderts stark gelitten. Raoul Daniels Erkundungen zeigen die Gegenwart von menschlichen Spuren des Moustérien, Aurignacien, Solutréen und Magdalenien sowie von Hyänen und Bären. Nach mehreren Untersuchungen wurden von Romain Pigeaud 2005 paläolithische Felsbilder entdeckt. 
Die Höhle konnte an mehreren Stellen (wie die Grotten von Combarelles, im Périgord oder die Grotte von Pergouset im Lot) nur kriechend  erforscht werden. Die aufrecht zu begehenden, durch Kriechgänge getrennten Bereichen sind der „Salle du Chasseur“, „Salle d’Hiver“, die „Galerie du Chêne pétrifié“, das „Palais de Margot“ und der „Salle du Gendarme“. Bevor die Abkürzung vom Palais de Margot zum „Tombeau des Troglodytes“ geschaffen wurde versperrte ein teilweise überfluteter Abgrund, den Zugang zum „Salle des Squelettes“, in dem sich ein See befand. 
Nach aktuellem Forschungsstand verfügt die Höhle der Margot über 124 Grafiken, die sich wie folgt verteilen: 
- 95 figurative oder abstrakte Darstellungen, darunter acht Pferde, acht Wollnashörner, fünf Vögel, drei Rinder, zwei Hirschtiere, zwei Menschen und zwei Vulven.
- drei rote Linien
- acht digitale Spuren (drei positive und fünf negative Hände)

Der bedeutende Hohlraum mit paläolithischer Kunst entspricht in seiner Bedeutung den Höhlen von Arcy-sur-Cure in Burgund. Romain Pigeaud teilt das Inventar in Gruppen ein. Bilder, die dem etwa 25 000 Jahre alten Gravettian bzw. dem 12 000 Jahre alten Magdalenen zuzuschreiben sind. 
In der Höhle der Margot und in der nahen Grotte von Rochefort in Saint-Pierre-sur-Erve wurden seit 2006 wichtige Entdeckungen gemacht. 
Die Höhle wurde im Jahr 1926 als Monument historique klassifiziert, nachdem 1924 wahrscheinlich mittelalterliche Skelette entdeckt worden waren.

## Kontext
Zwischen Loudéac und Gouray im Département Côtes-d’Armor im Zentrum der Bretagne in Frankreich liegt der Mont Croquelien. Die Legende besagt, dass der Berg der Geburtsort der Fee Margot (auch Margaux) ist. Viele Megalithen, Höhlen (Grotte de la Margot) und Felsen insbesondere in der Bretagne und im Mayenne sind Aufenthaltsort der Feen oder ihre Möbel und Werkzeuge: Badewanne, Geldbeutel, Krippe, Schuh, Sessel, Spindel oder Tisch. Sie waren Gegenstand von Kulten. Dies führte bis Ende des 19. Jahrhunderts dazu, dass viele Menschen ihnen Tiere als Opfer darbrachten und nach ihren vermeintlichen Schätzen suchten.

Mont Croquelien
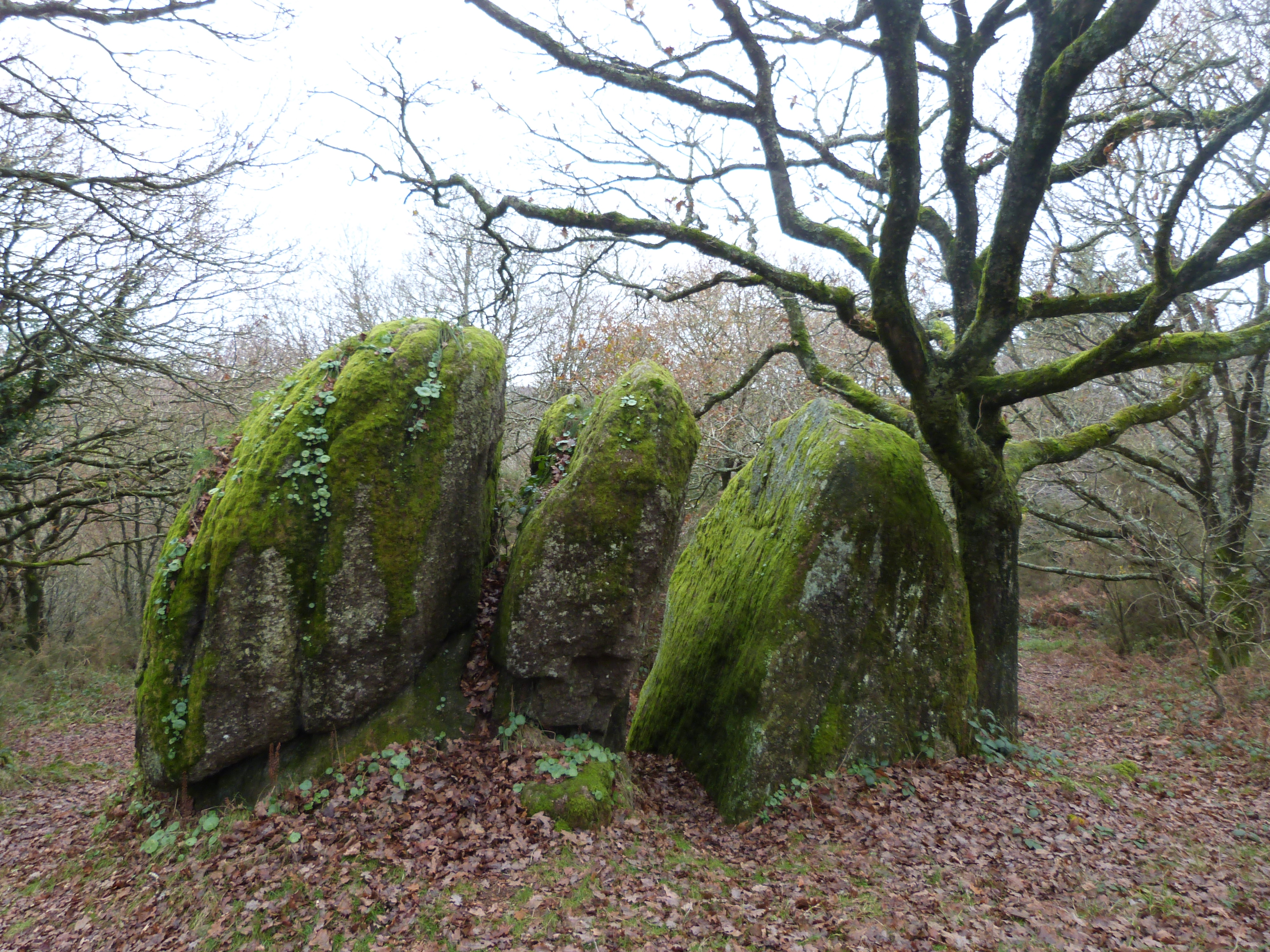
Der Geldbeutel Margots
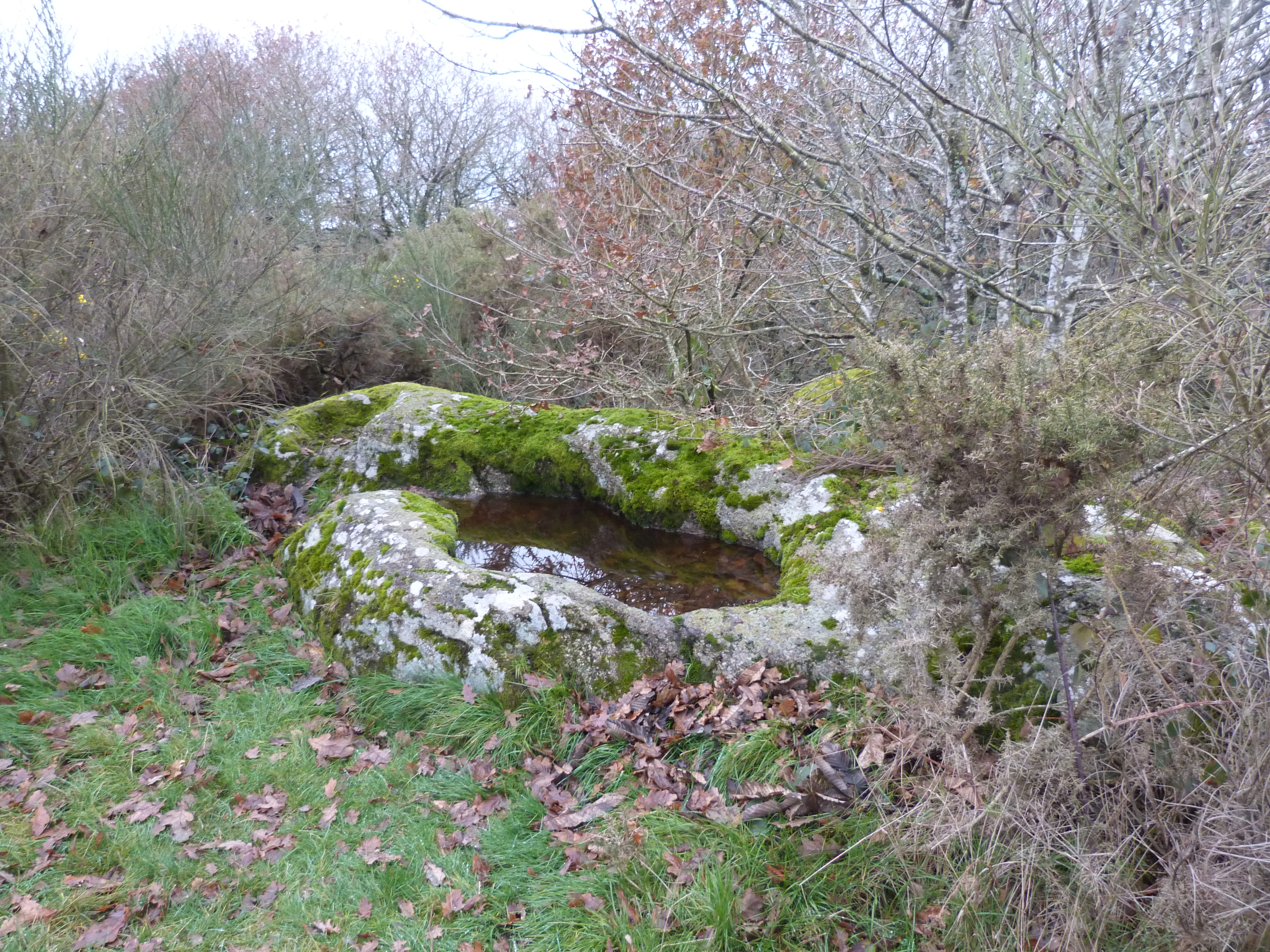
Die Badewanne Margots
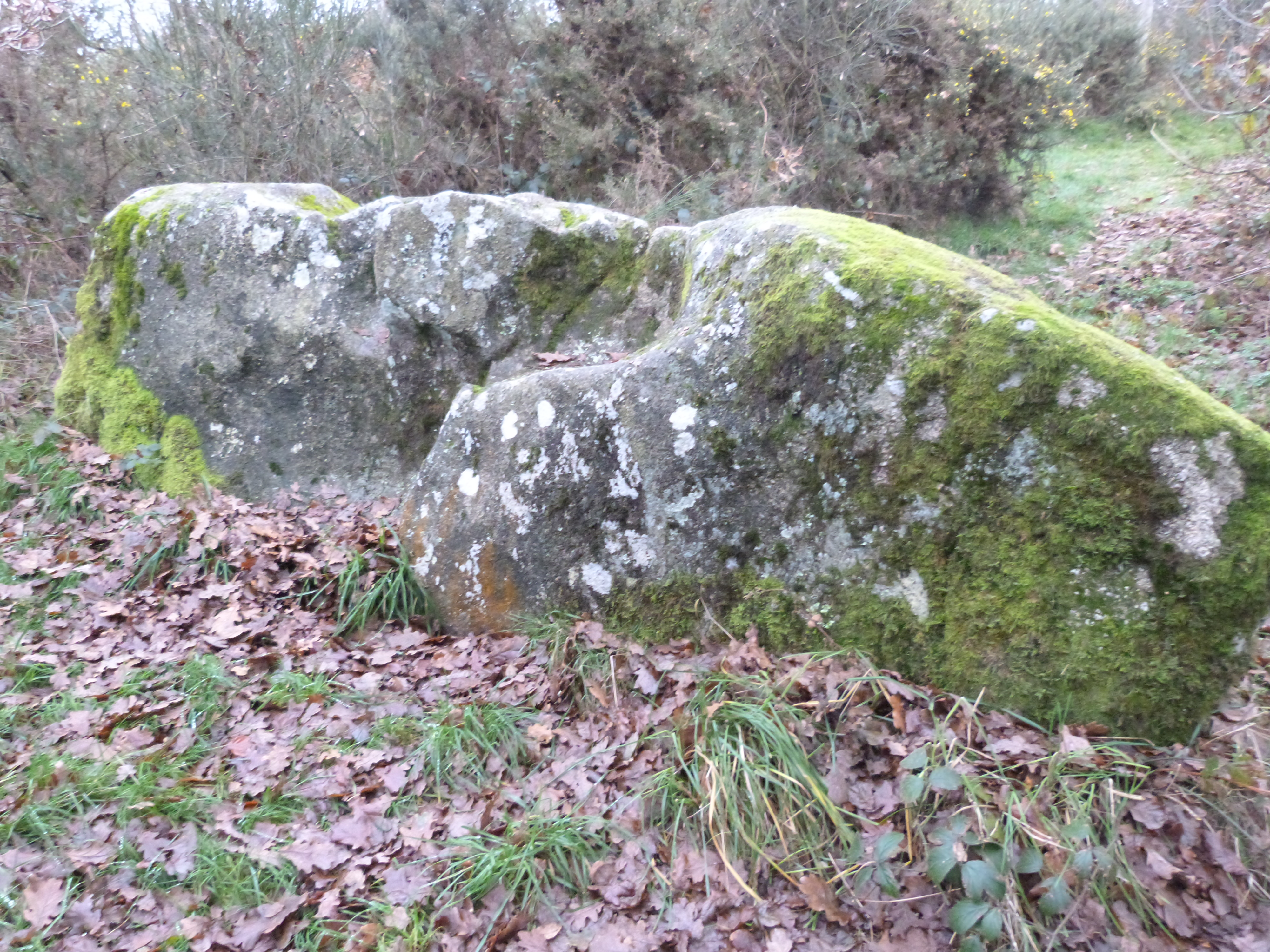
Der Sessel Margots
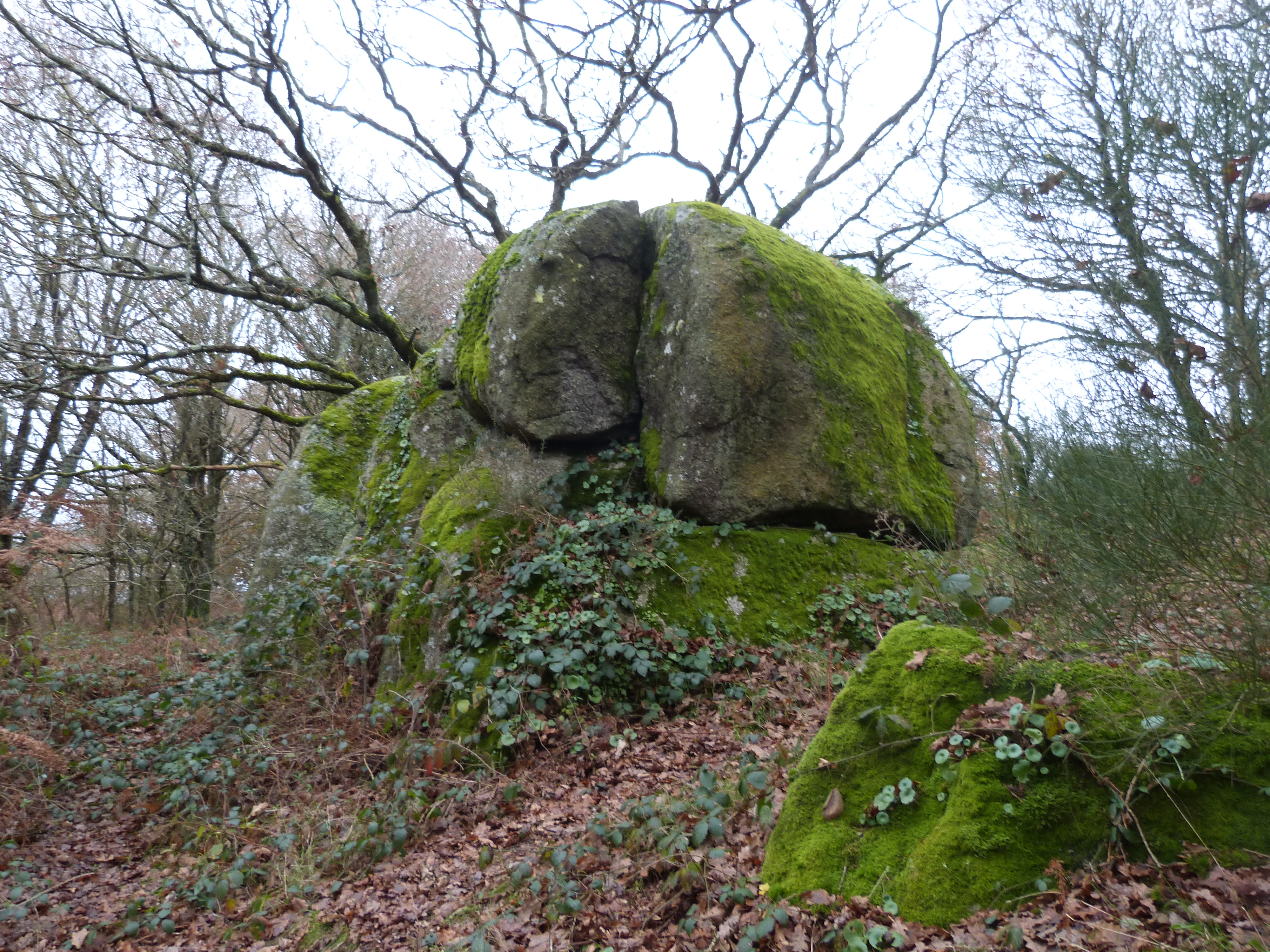
Granitfelsen in Margots Märchenland

Die Erosion hat die Teile des Felsens zerschnitten und so das Chaos geschaffen, das heute zu sehen ist.